# Youssef Karami
Youssef Karami (persisch یوسف کرمی; * 22. März 1983 in Mianeh) ist ein iranischer Taekwondoin, der im Welter- und Mittelgewicht erfolgreich ist. Neben zwei Weltmeistertiteln gewann er 2004 eine olympische Bronzemedaille.
Karami gelang mit dem Titelgewinn in der Klasse bis 78 Kilogramm bei der Asienmeisterschaft 2002 in Amman der Durchbruch in die internationale Spitze. Im folgenden Jahr konnte er auch bei seiner ersten Weltmeisterschaft 2003 in Garmisch-Partenkirchen mit einem Finalsieg über Mickael Borot in der Klasse bis 84 Kilogramm den Titel gewinnen. Karami qualifizierte sich für die Olympischen Spiele 2004 in Athen. In der Klasse bis 80 Kilogramm schied er nach zwei Auftakterfolgen zwar gegen Steven Lopez im Halbfinale aus, erkämpfte sich aber mit zwei Siegen in der Hoffnungsrunde noch die Bronzemedaille. Karami blieb auch in den folgenden Jahren erfolgreich. Er gewann bei der Weltmeisterschaft 2005 in Madrid Bronze und siegte im Jahr darauf erstmals bei den Asienspielen in Doha. Die Teilnahme an den Olympischen Spielen 2008 in Peking verpasste er, gewann aber bei der Weltmeisterschaft 2009 in Kopenhagen erneut Bronze, verteidigte bei den Asienspielen 2010 in Guangzhou seinen Titel erfolgreich und wurde in Astana zum insgesamt zweiten Mal Asienmeister.
Erfolgreich verlief auch das Jahr 2011. Karami gewann bei der Weltmeisterschaft 2011 in Gyeongju in der Klasse bis 87 Kilogramm seinen zweiten Weltmeistertitel. Beim internationalen Olympiaqualifikationsturnier in Baku setzte er sich gegen namhafte Konkurrenten durch und sicherte sich die Teilnahme an seinen zweiten Olympischen Spielen 2012 in London. Dort erreichte er den siebten Platz.